# Svetovna trgovinska organizacija
Svetóvna trgovínska organizácija (STO; angleško World Trade Organization, kratica WTO) je mednarodna organizacija s sedežem v Ženevi (Švica). STO nadzira veliko število sporazumov, ki opredeljujejo pogoje trgovanja med njenimi članicami. Organizacija je naslednica Splošnega sporazuma o carinah in trgovanju, znanega po kratici GATT (General Agreement on Tariffs and Trade). Samoopredelitev STO je delovanje v smeri odstranjevanja ovir v mednarodnem trgovanju. S tem STO prispeva h globalizaciji gospodarstva.
Slovenija je članica STO od 30. julija 1995.
STO je bila ustanovljena 1. januarja 1995, potem, ko je bil GATT preoblikovan v pogodbena pravila globalne trgovine. V STO je vključenih 160 držav članic.

## Povezave
- Uradna stran WTO (v angleščini) Arhivirano 2021-07-01 na Wayback Machine., (v španščini) Arhivirano 2005-08-30 na Wayback Machine., (v francoščini) Arhivirano 2005-12-16 na Wayback Machine.